# Osiedle Milenijne
Osiedle Milenijne – jedno z osiedli w zielonogórskim Jędrzychowie, przed ulicą Mieczykową.
Osiedle powstało w 2007 roku. Pomiędzy blokami, znajdują się alejki spacerowe. Jest to pierwsze osiedle monitorowane w Zielonej Górze. Osiedle Milenijne uchodzi za najbardziej ekskluzywne i atrakcyjne osiedle w Zielonej Górze.
Co niektóre ulice:
- Nowojędrzychowska (ulica główna)
- Kasztanowa
- Wronia